# Ramphotyphlops australis
Ramphotyphlops australis este o specie de șerpi din genul Ramphotyphlops, familia Typhlopidae, descrisă de Gray 1845. Conform Catalogue of Life specia Ramphotyphlops australis nu are subspecii cunoscute.